# 威廉·基灵

威廉·卡尔·约瑟夫·基灵（德語：Wilhelm Karl Joseph Killing，1847年4月10日—1923年2月11日），德国数学家，在李代数、李群与非欧几里得几何等理论作出了重要贡献。

## 生平
基灵就读于明斯特大学，随后1872年在卡尔·魏尔斯特拉斯与恩斯特·库默尔的指导下在柏林写博士论文。他从1868年到1872年在中学教书。他成为布劳恩斯贝格（现在的布拉涅沃）的神学院Collegium Hosianum一名教授。为了获得教职他成为牧师，并当上院长以及镇议会的主席。作为教授和管理者基灵广受爱戴和尊重。最后，在1892年他成为明斯特大学的教授。基灵和他的夫人在1886年进入方济各会第三会。
基灵独立于索菲斯·李大约在1880年发现了李代数。基灵的大学图书馆没有刊登李的文章的斯堪的纳维亚杂志（李后来颇具竞争意味的嘲笑基灵，声称所有有价值的已经由李证明了，而所有基灵添加的都是无价值的）。事实上基灵工作的逻辑严密性要逊于李，但基灵有对群分类的更宏伟的目标，并作出了许多未经证明而确实正确的猜想。因为基灵的目标如此之高，他对自己的成就过于谦虚。
基灵在1888年至1890年间本质上将复单李代数分类，发明了嘉当子代数和嘉当矩阵概念。埃利·嘉当的博士论文本质上对基灵的文章的严格化重写。基灵也引入了根系概念。他在1887年发现了例外李代数 g2；他的根系分类指出了所有例外情形，但实例到后来才发现。
如 A. J. 科尔曼所说：“当外尔三岁时，他展示了外尔群的特征方程；在考克斯特出生19年前列出了考克斯特变换的阶数。”
基灵还对矩阵引入了特征方程。